# 山根太郎
山根 太郎（やまね たろう、1923年10月22日 - 1979年1月6日）は、日本および米国の経済学者、統計学者。　

## 経歴
1923年(大正12年)10月22日アメリカ合衆国ニューヨーク市で生まれる。アメリカ合衆国で小学校を終え帰国し、半年の日本語の補習ののち、1937年（昭和12年）青山学院中学部（旧制）1年に入学した。 昭和16年青山学院中学部 4年修了ののち、海軍兵学校（73期、昭和19年3月22日卒業）に進んだ。海軍特攻隊のパイロットとして出撃する直前に終戦を迎えた。終戦後の1946年東京産業大学(現一橋大学)本科に入学、49年に東京商科大学（1947年に東京産業大学から1944年以前の東京商科大学に名称を変更）を卒業した。商科大学在学中は、森田優三、山田欽一に統計学、経営数学などを学んだ。1950年にマーティン・ブロンフェンブレナー教授との相談(Bronfenbrenner,1979)の上、米国ウィスコンシン大学 大学院経済学研究科の修士課程に進学、1951年に同課程を終了した。修士論文ではヒックスの貿易理論の一般化を行った。引き続き博士課程に進学し1955年に戦後日本（1945年8月から1952年の12月）のインフレ進行と収束に関する理論と実証分析による論文により、ブロンフェンブレナーを指導教授として博士号(Ph.D. in Economics)を授与された。 その後、1955年から1957年の間、コロンビア大学大学院数理統計学研究科客員研究員および同大学工学部准研究員を務めた。この間、ウィスコンシン大学講師（1955年、経済統計学担当），ラトガーズ大学助手（1955年－1956年、統計学担当）、ニューヨーク大学商学部講師（1956年、経済原論、統計学担当）も務めた。 1957年にニューヨーク大学 商学部助教授(経済原論，統計学担当)に就任し、1958年から1961年まで同学部のほか同大学大学院人文科学研究科助教授として 統計学や経済学の講義を担当した。1961年秋に青山学院大学経済学部教授となった。青山学院大学在籍中も、サンディエゴ州立大学 経済学部客員教授（1963年－1964年、貨幣金融論、統計学、標本理論、計量経済学担当）、ニューヨーク大学 大学院人文科学研究科客員講師（1964年－1966年、1966年－1967年、統計学、経済数学、数理経済学担当）として講義を行った。青山学院大学では、電子計算機センター所長、経済学部学科主任、国際部長、経済学部長を歴任。経済学部長在任中の1979年1月6日、自宅にて心臓発作のため逝去（享年55歳）。1986年7月28日、遺族の寄付により母校のウィスコンシン大学に「DR. TARO YAMANE SCHOLARSHIP AND GRADUATE RESEARCH SUPPORT FUND」が設立された。

## 評価

### 三冊の著作について
山根は生涯に三冊の本を公開している。そのうちの1冊は経済数学 (Yamane (1968))、他の2冊は統計学 (Yamane (1967), Yamane (1973))に関するものである。標本理論(Yamane(1967))に関する著作を除いて、他の2つの書名には、入門的な分析(An introductory analysis)、初等的なサーベイ(An elementary survey)といった用語が副題として含まれているが、学部向きの入門書として基礎的な知識を学ぶとともに、大学院レベルの専門的な知識や分析力を身につけることが可能になるようになっている。例えば、Statistics 3rd edition (Yamane (1973)では、確率空間や確率測度、ポアソン分布やχ2乗分布といった統計学の入門書では取り扱わない事柄についても詳しい説明がなされている。回帰分析の説明においても行列を用いた記述をあえて行い、系列相関やダービン・ワトソン検定などについても言及し、計量経済学への橋渡しが容易であるような記述を心がけている。そうした点でYamane (1968), Yamane (1973）で経済数学や統計学を学んだことで研究者への道を志したものが少なからずいたと推察される。この点はこれら2つの本を引用した多数の論文が学術雑誌に掲載されていることで確認できる（Statistics (Yamane (1973))を引用している学術文献は、Google Scholarで、2019年3月現在で4,577点の多数に上っている）。
Mathematics for Economists： An Elementary Survey は2回の改訂版が発行され、米国以外 (スペイン、ポルトガル、イタリア、トルコ、ギリシャ) でも翻訳出版がなされたが、その英語原書は現在でも過去の名著の出版を手がけるLiterary Licensing社から刊行されており、ハードカバーとペーパーバック版が共にアマゾンなどを通じて購入可能である。Statistics: An Introductory Analysis は3回の改訂版が出版されておりドイツとスペインでの翻訳出版がなされている。原書は1,130ページの大著であるがその完全な翻訳が青山学院大学の「青学出版」より刊行されていた。またその縮刷版の日本語版（翻訳というよりも山根教授自身による改訂版）が東洋経済出版から『統計学』として出版されている。同書は初版発行後40年が経過したが、現在でも発行と販売が続けられている。なお原書の方には標本抽出の最適規模を決定する著名な「山根公式（The Yamane's formula）」が説明されている（下記の評価欄を参照）。

### 山根の公式(Yamane's formula)
標本の大きさ(n)を求める下記の式は、そのシンプルさから世界で Yamane's formula と呼ばれ広く利用されている。
　　　{\displaystyle n={\frac {N}{1+Ne^{2}}}} 　ただし、nは標本の大きさ、Nは母集団の大きさ、eは容認誤差、信頼係数は95%
この式はある事柄に関して、賛成(yes)か反対(no)かなどの割合を初めて非復元抽出で標本調査する場合、その調査で容認できる誤差(e)を、例えば、e=0.01あるいは e=0.05などと決めれば、後は母集団の大きさ(N)を与えるだけで、抽出すべき標本(n)が求められるという利点を持っている。
上式の数値例を用いた説明については下記の Yamane (1973 19.11 725-729)、導出については Yamane (1967 chap.5) を参照されたい。
マクロ計量経済モデル（Aoyama model)の開発について

## 代表的著作

### 修士論文と博士論文
- Yamane, Taro (1951). Hicks' trade cycle theory: application of difference equations, The University of Wisconsin at Madison, 1951, 196pp
- Yamane, Taro (1955). Post-war inflation in Japan, The University of Wisconsin at Madison, 1955, 638pp.

### 書籍
- Yamane, Taro (1967). Elementary Sampling Theory, Englewood Cliffs, N.J., 1967
- Yamane, Taro (1968). Mathematics for Economists: An Elementary Survey, 2nd edition, Prentice Hall、初版は1962年発行。初版のデジタル版は[4]で読むことができる。
- Yamane, Taro (1973). Statistics: An introductory Analysis, 3rd edition. (with Problem Book), Harper & Row、初版は1964年、第2版は1967年発行.
- 山根 太郎（1976)『統計学』、第三版、青学出版.
- 山根 太郎 (1978) 『統計学[5]』、東洋経済新報社.

### 論文
- Bronfenbrenner, M., Yamane, T., and Lee, C. H.(1955). "A Study in Redistribution and Consumption", The Review of Economics and Statistics, 37(2), 149-159.
- 山根太郎. (1974). "A Macroeconometric Model of the Japanese Economy," 『青山経済論集』, 26(1,2,3).
- 山根太郎. (1977). "A Macroeconometric Model of the Japanese Economy (II)," 『青山経済論集』, 29(3), 211-249.
- 山根太郎. (1978). "A Macroeconometric Model of the Japanese Economy (III)," 『青山経済論集』, 30(1), 163-177.